# 旧居留地
旧居留地（日语：／ Kyū kyo ryū chi）指1858年安政条约签订后，设立在日本拥有治外法权的外国人居留地的旧址区域。著名的居留地分布于神奈川县横滨市、大阪府大阪市、兵库县神户市以及长崎县长崎市等地。

## 横滨
居留地位于横滨市今中区地区的关內居留地。

## 大阪
居留地位于大阪市今西区地区的川口居留地。

## 神户
神户旧居留地由北部的西国街道，东部的生田河，西部的鲤川路，南部濒临神户港口包围形成。内保留有若干建筑，分布于伊藤町路、東町路、北町通、江戸町筋、京町路、浪花町路、播磨町路、明石町路、仲町通、前町通、海岸通。

### 神户旧居留地内的主要建造物
- 伊藤町路
- 東町路 - 日本真珠会館
- 北町通 - 高砂大楼和神户銀行协会
- 江戸町筋 - 三共生兴公司大楼
- 京町路 - 神户市立博物馆、东方酒店（オリエンタルホテル）、巴尼斯日本百货大厦、路易斯·威登日本神户分店、普拉达神户分店、日本银行神户分店等
- 神户中央区的海岸通（国道2号） - 渣打银行神户分行大厦（1938年竣工）、川崎汽船株式会社的神港大厦（1939年竣工）、商船三井海运公司神户分公司大厦（1922年竣工）、三井物产神户分公司大厦（1918年竣工）
- 舊居留地十五番館